# Topsport Talentschool
Een Topsport Talentschool (TTS, voorheen LOOT-school) is sinds 1991 in Nederland een school voor voortgezet onderwijs waar het door middel van een aangepast lesprogramma voor jonge sporttalenten gemakkelijker wordt gemaakt om het volgen van onderwijs met sport te combineren. Het project is een samenwerkingsverband tussen het Ministerie van Onderwijs, Cultuur en Wetenschap, het Nederlands Olympisch Comité en een aantal scholen voor voortgezet onderwijs. Deze scholen zijn verenigd in het Expertisecentrum Voortgezet Onderwijs en Topsport (voorheen Stichting LOOT). LOOT staat voor Landelijke Organisatie Onderwijs en Topsport.
De scholen bieden onder meer een flexibel lesrooster, vrijstelling van bepaalde vakken en persoonlijke begeleiding. Anno 2025 zijn er 30 officiële Topsport Talentscholen.
In Vlaanderen worden soortgelijke scholen topsportschool genoemd.